# Katja Matthes
Katja Matthes (geb. 23. September 1975 in Berlin) ist eine deutsche Klimawissenschaftlerin. Sie ist Professorin am GEOMAR Helmholtz-Zentrum für Ozeanforschung Kiel und der Christian-Albrechts-Universität zu Kiel.

## Leben
Matthes absolvierte von 1995 bis 2000 an der Freien Universität Berlin ein Studium der Meteorologie, das sie mit Diplom abschloss. Sie promovierte im Jahr 2003 bei Karin Labitzke und Ulrich Cubasch. Von 2004 bis 2007 bzw. 2008 war sie als Postdoktorandin am National Center for Atmospheric Research und an der FU Berlin tätig. Sie war in der Folge am Helmholtz-Zentrum Potsdam – Deutsches GeoForschungsZentrum tätig. Seit 2012 bekleidet sie eine Professur am GEOMAR Helmholtz-Zentrum für Ozeanforschung Kiel und der Christian-Albrechts-Universität zu Kiel. Neben der Tätigkeit und Mitgliedschaft in verschiedenen Gremien ist sie seit 2018 Vorsitzende des Wissenschaftlichen Beirates des Leibniz-Instituts für Atmosphärenphysik. Neben verschiedenen anderen Auszeichnungen erhielt sie im Jahr 2004 den Ernst-Reuter Preis der Freien Universität Berlin.
Am 1. Oktober 2020 übernahm sie die Leitung des GEOMAR.
Matthes ist verheiratet und Mutter dreier Kinder.

## Wirken
Matthes’ Forschung konzentriert sich auf die Rolle der mittleren Atmosphäre (obere Troposphäre, untere Stratosphäre) für die natürliche Klimavariabilität. Sie befasst sich mit dem Verständnis und der Messbarkeit der Rolle des Sonnenzyklus für die dekadische Klimavariabilität und Vorhersagbarkeit.

## Veröffentlichungen (Auswahl)
- Katja Matthes: Der Einfluss des 11-jährigen Sonnenfleckenzyklus und der QBO auf die Atmosphäre – eine Modellstudie. Dissertation, Freie Universität Berlin, 2003.[4]
- Katja Matthes u. a.: Solar forcing for CMIP6 (v3.2). In: Geoscientific Model Development. Band 10, 2017, S. 2247–2302.
- Katja Matthes, Yuhji Kuroda, Kunihiko Kodera, Ulrike Langematz: Transfer of the solar signal from the stratosphere to the troposphere: Northern winter. In: Journal of Geophysical Research: Atmospheres. Band 111, Nr. D6, 2006.
- Gerald A. Meehl, Julie M. Arblaster, Katja Matthes, Fabrizio Sassi, Harry van Loon: Amplifying the Pacific climate system response to a small 11-year solar cycle forcing. In: Science. Band 325, Nr. 5944, 2009, S. 1114–1118.